# Immaculée-Conception (Ambleville)

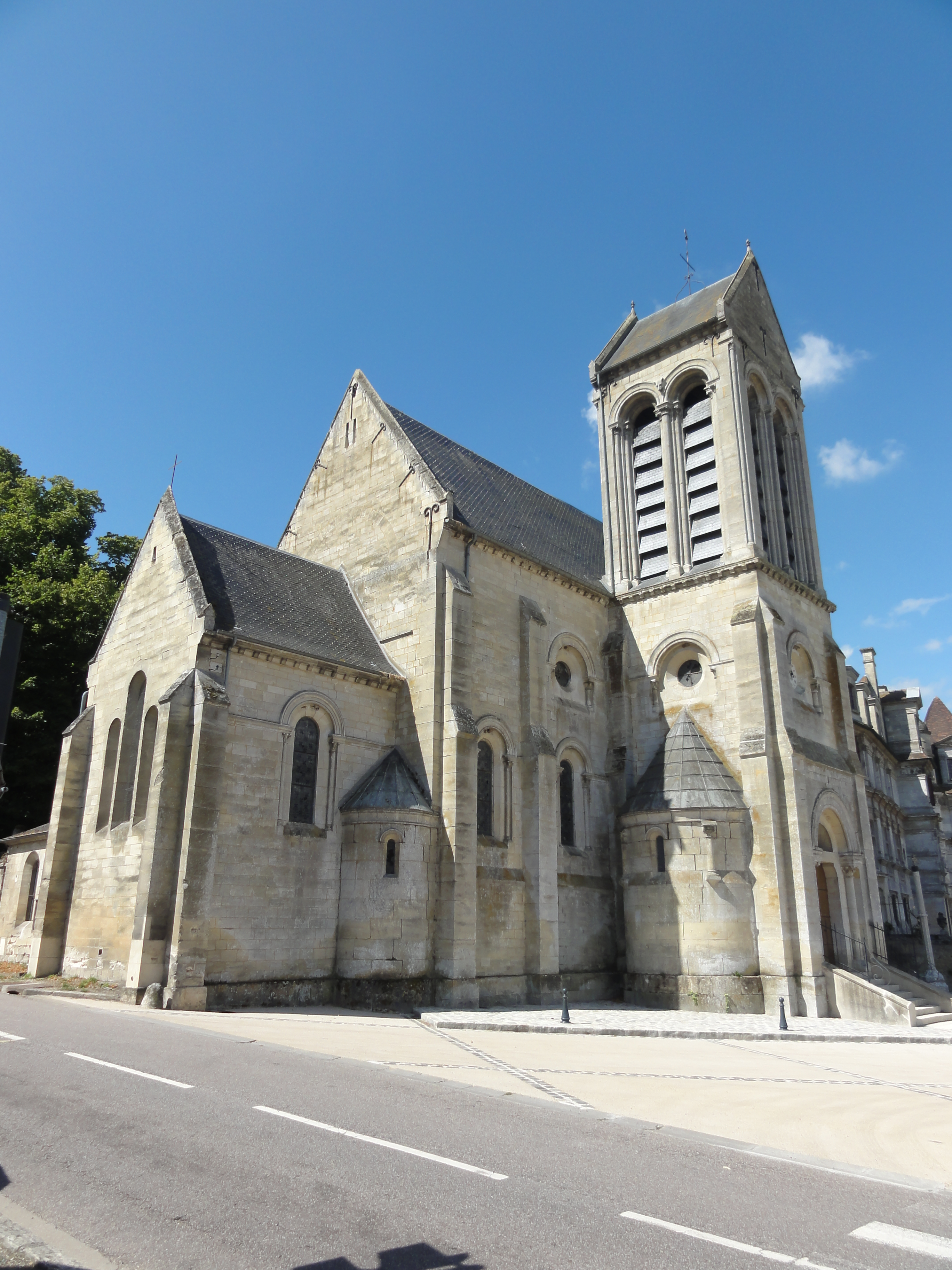
Kirche Immaculée-Conception in Ambleville

Die römisch-katholische Kirche Immaculée-Conception in Ambleville, einer französischen Gemeinde im Département Val-d’Oise in der Region Île-de-France, wurde im 19. Jahrhundert errichtet. Teile der Ausstattung wurden 1908 und 1911 als Monument historique geschützt.

## Geschichte
Die Pfarrei in Ambleville wurde bereits 1161 geschaffen. Die Pfarrkirche war den Brüdern Donatius und Rogatius, beide wurden heiliggesprochen, geweiht. Nachdem die Kirche baufällig geworden war, wurde 1861 ein Neubau errichtet, der direkt an das Schloss Ambleville angebaut wurde. Die neue Kirche wurde der Unbefleckten Empfängnis Mariens geweiht.
Die neuromanische Kirche besitzt über dem Portal einen Glockenturm mit hohen Klangarkaden.

## Ausstattung
Eine Statue der Madonna mit Kind aus dem 16. Jahrhundert (Monument historique seit 1911) und eine gemalte Madonna mit Kind aus dem 17. Jahrhundert (Monument historique seit 1908) sind bemerkenswert. Das Gemälde der Grablegung Christi von dem Maler José Ribera (1591–1652) wurde 1908 als Monument historique klassifiziert.      